# Briana Banks
Briana Banks (ur. 21 maja 1978 w Monachium) – niemiecko-amerykańska aktorka pornograficzna i modelka. Swój pseudonim przyjęła od nazwiska modelki Tyry Banks.

## Życiorys

### Wczesne lata
Urodziła się w Monachium, w ówczesnym RFN, jako córka Amerykanki i Niemca. W wieku czterech lat wraz z rodzicami przeprowadziła się do Londynu. Mając siedem lat przybyła do Simi Valley w Los Angeles w stanie Kalifornia. Kiedy miała 16 lat, jej ojciec zamieszkał w Niemczech, porzucił rodzinę zabierając ze sobą jej 14-letnią siostrę, która jako 18-latka trafiła do aresztu.
Początkowo pracowała jako przedstawicielka ubezpieczeniowa, a potem jako modelka reklamująca odzież dla nastolatek, a nawet pojawiła się na okładce magazynu „Teen”. Dorabiała również w pizzerii, była też urzędniczką i sekretarką.

### Kariera w branży pornograficznej

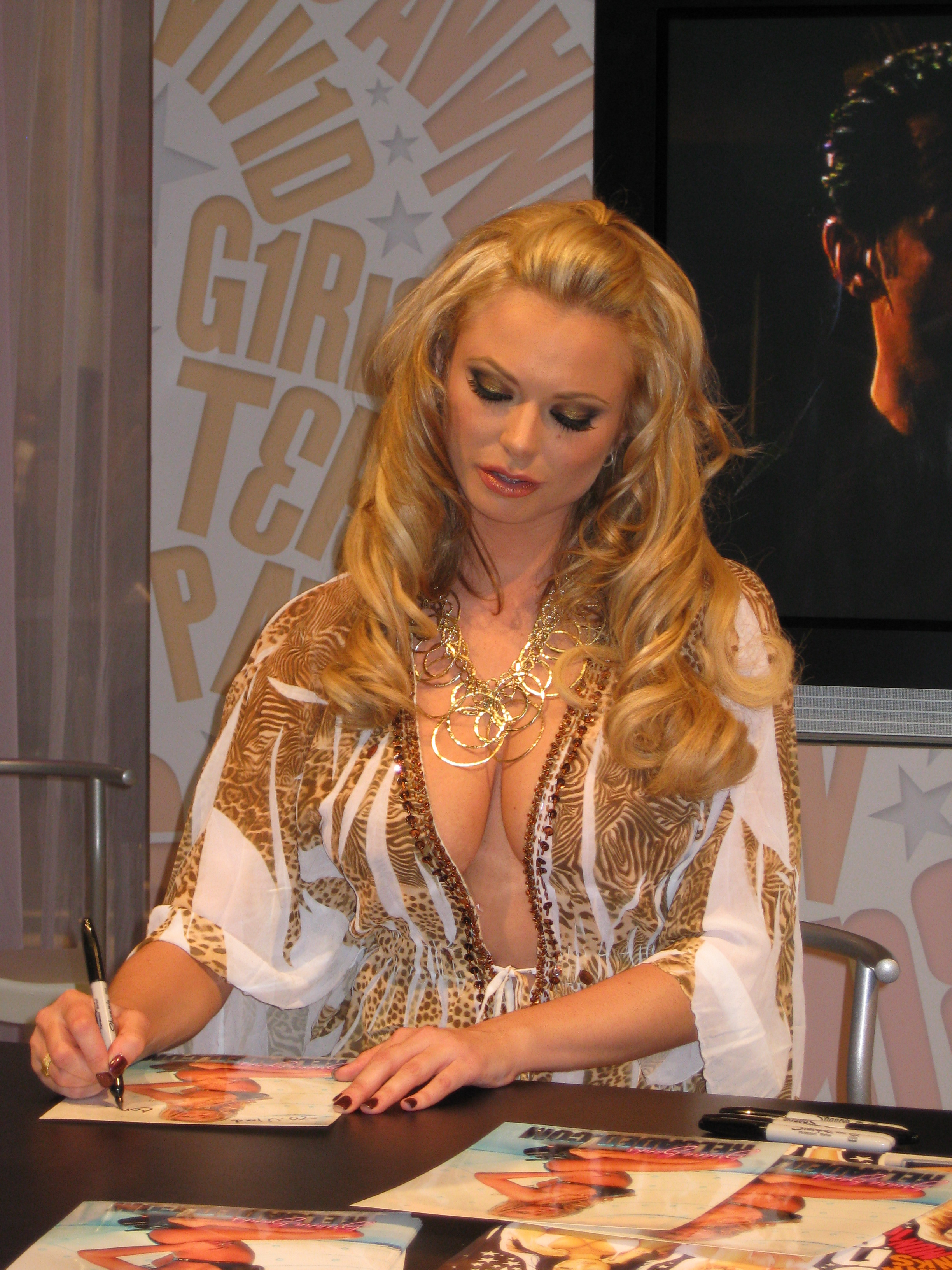
Briana Banks na AVN Awards (7 stycznia 2005)

Na początku 1999 rozpoczęła pracę w branży pornograficznej pod pseudonimem Mirage w niskobudżetowych produkcjach Eda Powersa: New Ends 14 (1999), More Dirty Debutantes 108 (1999), More Dirty Debutantes 113 (2000) i Dawn of the Debutantes 5 (2003), a także w filmie Dane Productions University Coeds 18 (1999) w scenie z Brandonem Ironem.
W połowie 2000 roku rozjaśniła włosy blond, poddała się operacji powiększenia piersi i od tego czasu nazwała się Brianą Banks; pod tym pseudonimem po raz pierwszy pojawiła się w filmie Decadent Whores 9 (tytuł można przetłumaczyć na polski jako Dekadenckie dziwki 9).
W 2001 w Cannes wygrała nagrodę Hot d’Or Award w kategorii Najlepsza amerykańska nowa gwiazdka. W czerwcu 2001 roku została ulubienicą miesiąca magazynu „Penthouse”. W tym samym roku podpisała umowę ze studiem filmowym Vivid Entertainment, gdzie podpisały również takie gwiazdy jak Devon, Chasey Lain, Tera Patrick i Jenna Jameson.
W 2003 film Briana Loves Jenna, w którym Briana Banks zagrała jedną z głównych ról, otrzymał dwie nagrody AVN Award jako najlepiej sprzedający się i najbardziej pożądany.
Wystąpiła w porno parodii serialu Fox Amerykański tata – American Dad XXX: An Exquisite Films Parody (2011) jako Francine Smith.
W marcu 2013 zajęła piąte miejsce w rankingu „Najlepsze aktorki porno wszech czasów” (Las mejores actrices porno de todos los tiempos), ogłoszonym przez hiszpański portal 20minutos.es.

## Życie osobiste
Przez kilka lat mieszkała z amerykańskim aktorem porno Bobbym Vitalem, ale w 2006 zerwali ze sobą. W 2006 romansowała z Kidem Rockiem.

## Nagrody
| Rok  | Nagroda                            | Kategoria                                      | Film | Pozostali wykonawcy |
| ---- | ---------------------------------- | ---------------------------------------------- | ---- | ------------------- |
| 2001 | Hot d’Or Award                     | Najlepsza amerykańska gwiazdka                 | –    | –                   |
| 2001 | NightMoves Award                   | Nagroda fanów: Najlepsza amerykańska gwiazdka  | –    | –                   |
| 2003 | Adam Film World Guide (AFWG) Award | Najlepsza scena seksu samych dziewczyn – wideo | –    | Jenna Jameson       |
| 2005 | Exotic Dancer Award                | Adult Movie Feature                            | –    | –                   |
| 2009 | AVN Award                          | Hall of Fame                                   | –    | –                   |
| 2016 | XRCO Award                         | Hall of Fame                                   | –    | –                   |
| 2017 | XRCO Award                         | Najlepszy powrót                               | –    | –                   |

## Wybrana filmografia
| Rok  | Tytuł                                          | Rola                | Reżyser                     |
| ---- | ---------------------------------------------- | ------------------- | --------------------------- |
| 2003 | Fluffy Cumsalot, Porn Star (film dokumentalny) | w roli samej siebie | Nathan S. Garfinkel         |
| 2004 | Porno Valley (film dokumentalny)               | w roli samej siebie | Q. Allan Brocka, Dave Hills |
| 2004 | Thinking XXX (film dokumentalny)               | w roli samej siebie | Timothy Greenfield-Sanders  |
| 2005 | The Dark Side of Porn (serial dokumentalny)    | w roli samej siebie | Richard Sanders             |
| 2008 | Porno Unplugged (film dokumentalny)            | w roli samej siebie | Fabian Burstein             |